# Neutraubling
Neutraubling település Németországban, azon belül Bajorországban. Lakosainak száma 14 614 fő (2023. december 31.).

## Népesség
A település népessége az elmúlt években az alábbi módon változott:
| Lakosok száma | 1172 | 6602 | 8721 | 13 060 | 13 255 | 13 431 | 13 593 | 13 796 | 13 981 | 14 614 |
|               | 1950 | 1975 | 1987 | 2012   | 2013   | 2015   | 2016   | 2019   | 2021   | 2023   |